# Leo Koslowski

Leo Koslowski

Leo Koslowski (* 29. November 1921 in Liebstadt, Ostpreußen; † 13. Oktober 2007 in Tübingen) war ein deutscher Chirurg und Hochschullehrer.

## Leben
Als Sohn eines Landarztes studierte Koslowski an der Albertus-Universität Königsberg Medizin.
Als Angehöriger der Luftwaffe (Wehrmacht) gehörte er zu den 18 Königsberger Medizinstudenten, die am 15. Dezember 1941 auf Anregung von Fritz Ranzi die geheime Verbindung Daidalia gründeten. Sie trat 1942 zur Kameradschaft „Hermann von Salza“, die von den Alten Herren der Königsberger Burschenschaft Gothia gebildet wurde. 1949 half Koslowski diesem Bund bei der Rekonstitution in Göttingen. Nach dem Studium arbeitete er als Assistenzarzt in der Pathologie der Georg-August-Universität Göttingen, wo er seine Frau Gisela Nussbaum kennenlernte. Im Zweiten Weltkrieg war er Hilfsarzt an der Kriegsfront. Nach dem Krieg arbeitete er von 1946 bis 1948 als Assistenzarzt bei Eduard Borchers im Luisenhospital Aachen, bevor er für die weitere chirurgische Ausbildung zu Hermann Krauß an der Albert-Ludwigs-Universität Freiburg ging. Bei ihm habilitierte er sich 1958 über Verbrennungen. Als Nachfolger von Fritz Kümmerle wurde er Erster Oberarzt. Nach seinem Konzept entstand das Verbrennungszentrum der Berufsgenossenschaftlichen Unfallklinik Ludwigshafen. 1968 folgte er dem Ruf der Eberhard Karls Universität Tübingen. Er veranlasste den Aufbau der Fachabteilungen für Neurochirurgie, Herzchirurgie, Thoraxchirurgie, Gefäßchirurgie, Urologie, Kinderchirurgie und Transplantation.
Er engagierte sich im Katastrophenschutz und in der Schutzkommission beim Bundesministerium des Innern. Koslowski stemmte sich gegen ein Gesundheitssystem, das mit seinen Zwängen und Arbeitszeitverschärfungen den Ärzten immer weniger Spielraum lässt: „Wir behandeln keine Kunden, wir behandeln Patienten.“
Seit 1987 emeritiert, widmete er sich seinem ostpreußischen Landsmann Johann Gottfried Herder. In seltener Klarheit und Schärfe schalt er den doppelbödigen Konservatismus der Studentenverbindungen und den zeitgeistigen Opportunismus der Professoren.
Der Philosoph und Wirtschaftswissenschaftler Peter Koslowski war sein Sohn.

## Veröffentlichungen (Auswahl)
- Autolyse-Krankheiten in der Chirurgie. Klinische und experimentelle Studien zur Pathogenese und Therapie einiger akuter, insbesondere posttraumatischer Krankheitsbilder. Thieme, Stuttgart 1959.
- Praktikum der Verbrennungskrankheit. Stuttgart 1960. GoogleBooks
- als Hrsg.: Chirurgie der Strahlenfolgen. Urban & Schwarzenberg, München 1984.
- mit Horst Hamelmann: 50 Jahre Universitätsklinik Tübingen. Schattauer, Stuttgart New York 1986. ISBN 3-7945-1161-1. GoogleBooks
- Die Operation. Ein Ratgeber für Patienten; Diagnose, Aufklärungsgespräch, Vorbereitungen im Krankenhaus, der Tag der Operation, die Tage danach, häufige Operationen. Piper 1989. GoogleBooks
- als Hrsg.: Maximen in der Medizin. Schattauer, Stuttgart / New York 1992, ISBN 3-7945-1503-X (GoogleBooks).
- als Hrsg.: Katastrophenmedizin. Leitfaden für die ärztliche Versorgung im Katastrophenfall. Bundesamt für Zivilschutz, Bonn 1997.
- mit Theo Junginger und Karl-August Bushe: Die Chirurgie, 1999
- Chirurgie 1945-2000. Ein Weg durch viele Schulen. Schattauer, Stuttgart 2001.

## Ehrungen
- Ehrenmitglied der Königsberger Burschenschaft Gothia
- Vizepräsident der DRF Luftrettung
- Bundesverdienstkreuz 1. Klasse (13. Mai 1977)
- Präsident der Deutschen Gesellschaft für Chirurgie (1984)[4]
- Großes Bundesverdienstkreuz (14. Mai 1982)
- Wilhelm-Griesinger-Medaille der Bezirksärztekammer Südwürttemberg (2000)
- Festkolloquium der Medizinischen Fakultät Tübingen zum 85. Geburtstag[2]